# Pulverturm (Vellberg)
Koordinaten: 49° 5′ 13,5″ N, 9° 52′ 51,6″ O

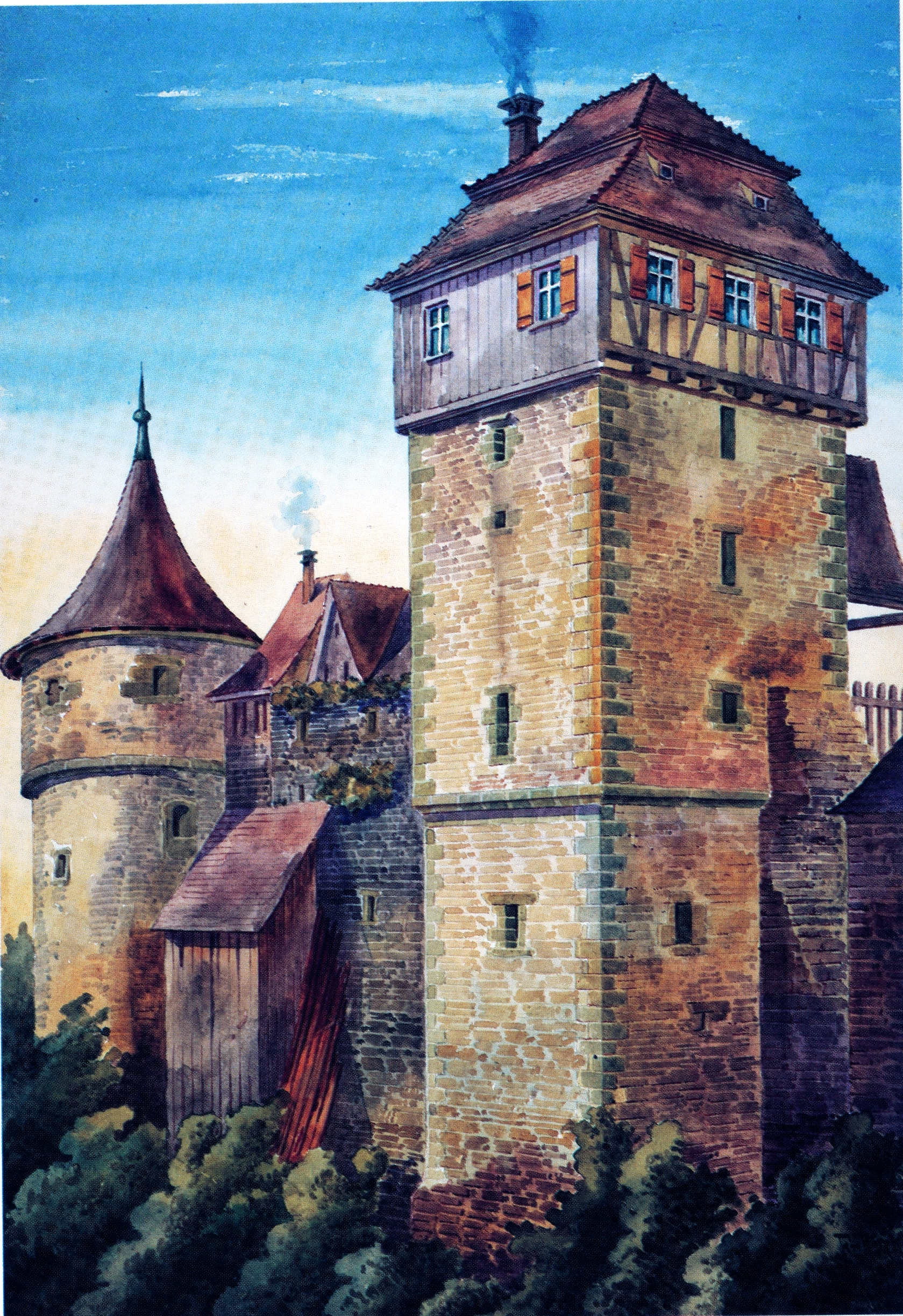
Johann Friedrich Reik: Pulverturm und westlicher Rundturm von der Südseite

Der Pulverturm ist ein historischer Profanbau in der Altstadt Vellbergs, der zu den aus dem 15. Jahrhundert stammenden Befestigungsanlagen der Stadt gehört. Er diente ursprünglich zu Lagerung von Schießpulver.

## Beschreibung
Er wurde auf rechteckigem Grundriss errichtet und gemeinsam mit der gesamten städtischen Befestigungsanlage wie den anderen Türmen und der Stadtmauer 1489 erbaut. Der Fachwerkaufsatz stammt aus dem 18. Jahrhundert. Bei dem Brand der Stadt Vellberg am 21. Oktober 1901 brannte dieser ab, während der ursprüngliche Turm erhalten blieb, wurde aber danach erneuert. Heute wird der Turm, der 1989 renoviert wurde und lange Jahre zum Hotel Restaurant Schloss Vellberg gehörte, wieder als privater Wohnraum genutzt.
Von dem Maler Johann Friedrich Reik (1836–1904), der in Schwäbisch Hall Zeichenlehrer war, gibt es mehrere Ansichten des Turms, unter anderem auch nach dem Brand am 28. September 1902.